# Sawran (Fluss)
Der Sawran (ukrainisch Саврань, auch Sawranka (ukrainisch Савра́нка)) ist ein 97 km langer rechter Nebenfluss des Südlichen Bug in der Ukraine.

## Flusslauf
Der Sawran hat ein Einzugsgebiet von 1770 km². Seine Quelle liegt auf der Podolischen Platte am westlichen Rand des Dorfes Rudnyzke (Рудницьке) im Rajon Pischtschanka der Oblast Winnyzja. Der Fluss durchfließt dann den Rajon Tschetschelnyk und den Rajon Balta und mündet im Rajon Sawran der Oblast Odessa, im Nordosten der Siedlung städtischen Typs Sawran, von rechts in den Südlichen Bug.
Am Sawran gibt es drei Dämme, die kleine Seen aufstauen. Der Fluss dient der Trinkwasserversorgung sowie der Bewässerung und der Fischzucht.
Nebenflüsse sind, neben einigen namenlosen Zuflüssen:
- von links:
  - Jalanez (Яланець) 52 km Länge
  - Rohiska (Рогізка) 18 km
- von rechts: 
  - Mala Sawranka (Мала Савранка) 46 km Länge
  - Smoljanka (Смолянка) 60 km Länge

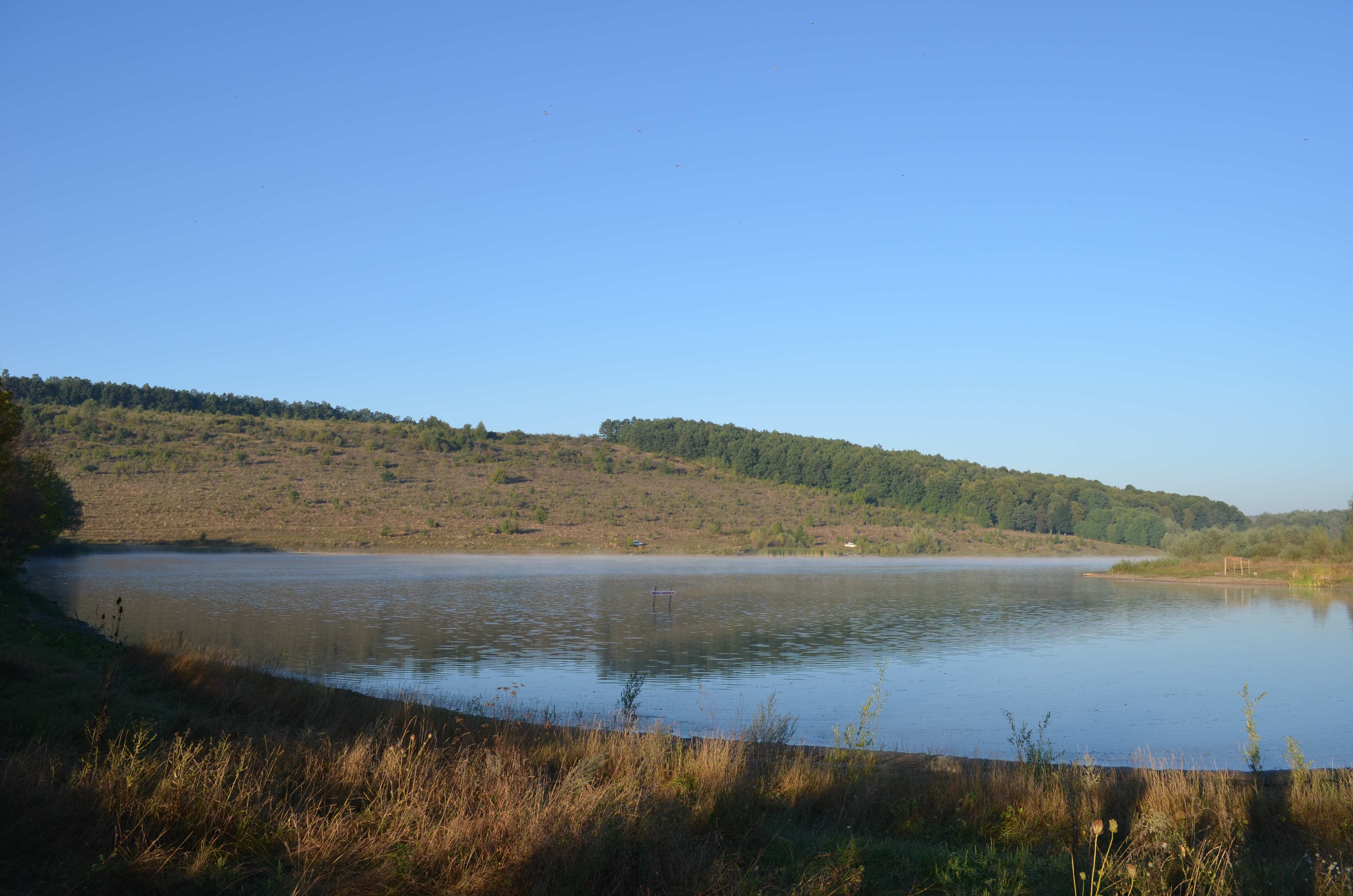
Teich bei Rudnyzke
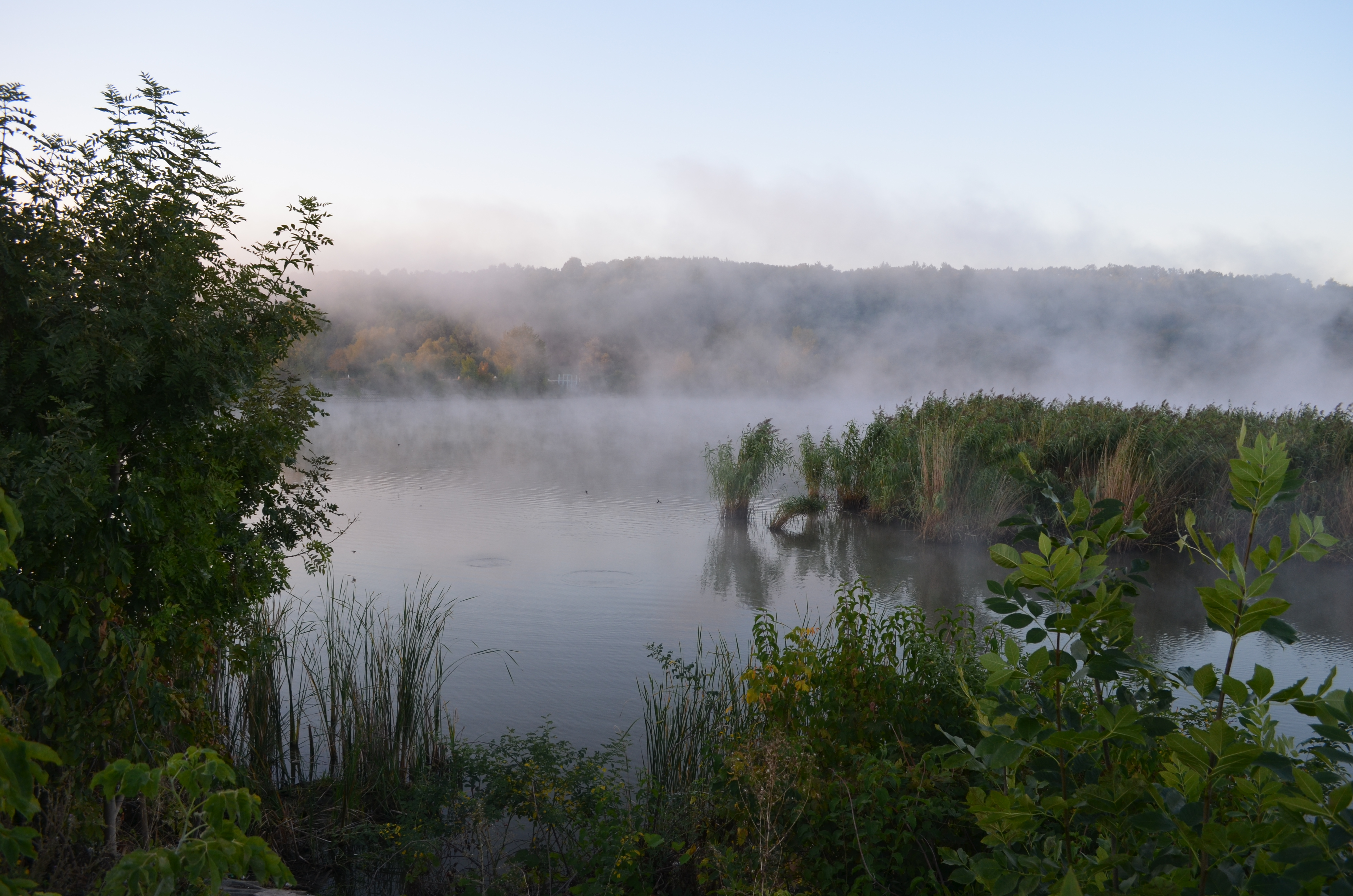
See bei Horodyschtsche (Городище)
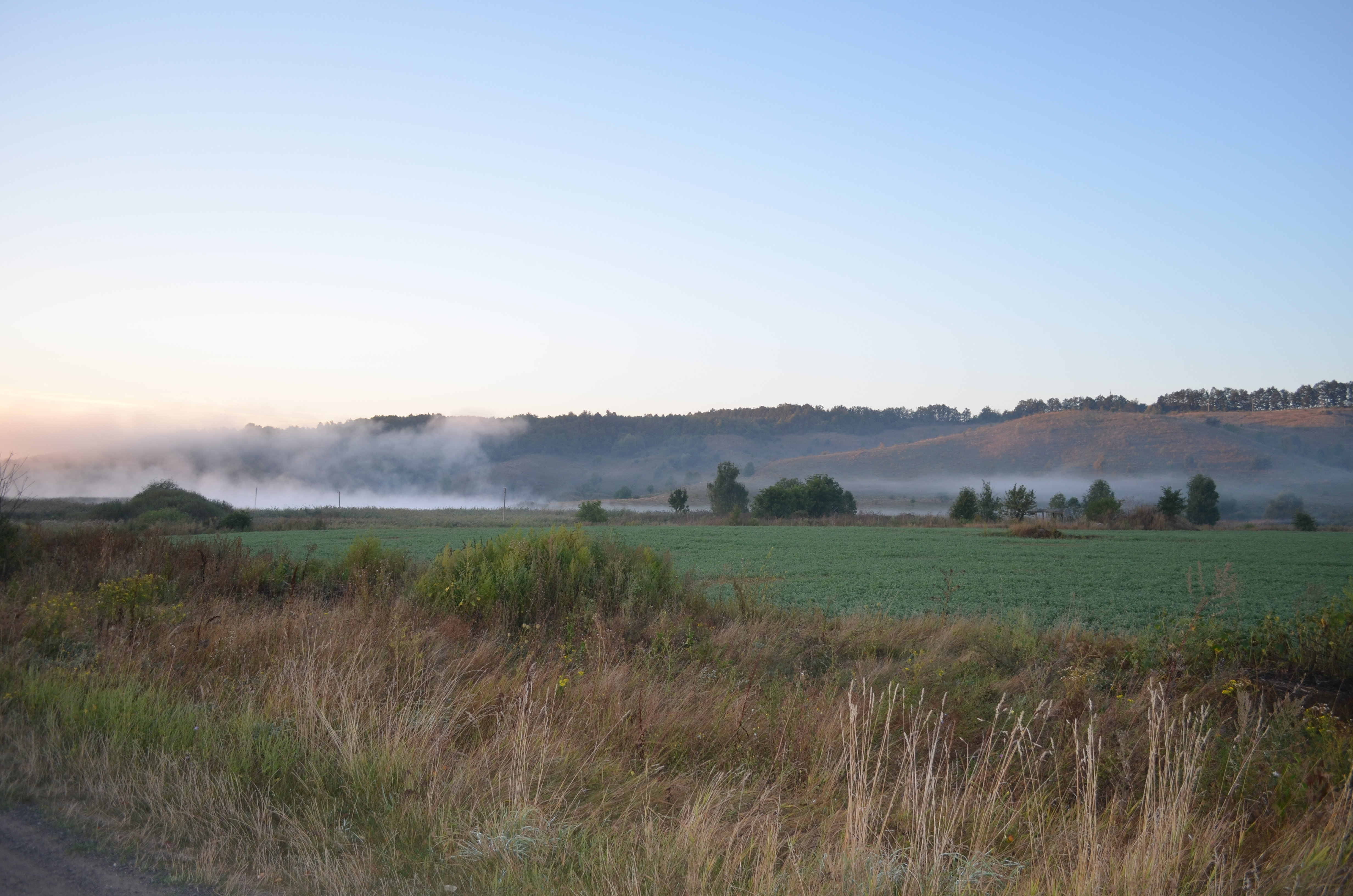
Flussufer bei Horodyschtsche